# Aichach
Aichach (pronunciación en alemán: /ˈaɪ̯çax/ⓘ) es una ciudad en Alemania, ubicada en el Estado federado de Baviera, situado al noreste de Augsburgo. Es la capital del distrito de Aichach-Friedberg. El municipio de Aichach cuenta con unos 20 000 habitantes. No está muy lejos de la carretera que une Múnich y Stuttgart, la A8. El río de la localidad se llama Paar. La cárcel de solo mujeres se estableció en Aichach en 1909.

## Geografía

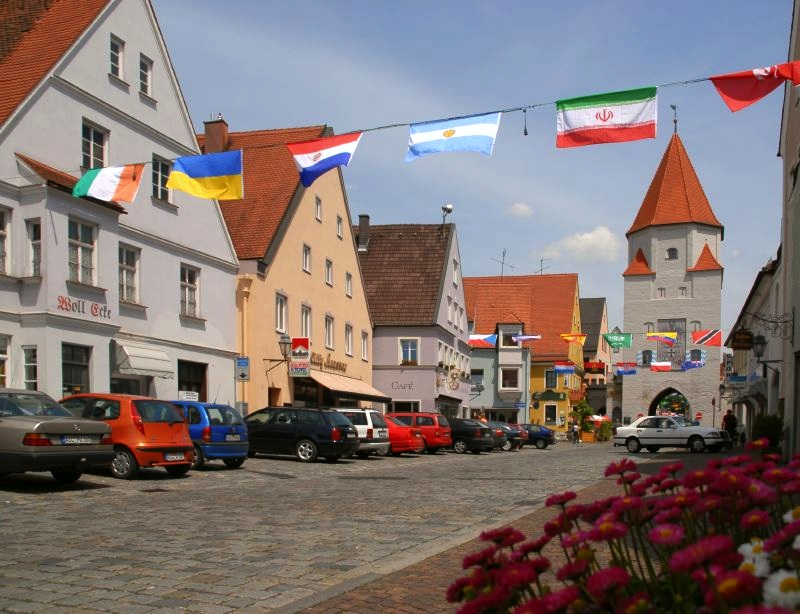
Imagen del Perímetro urbano de Aichach.

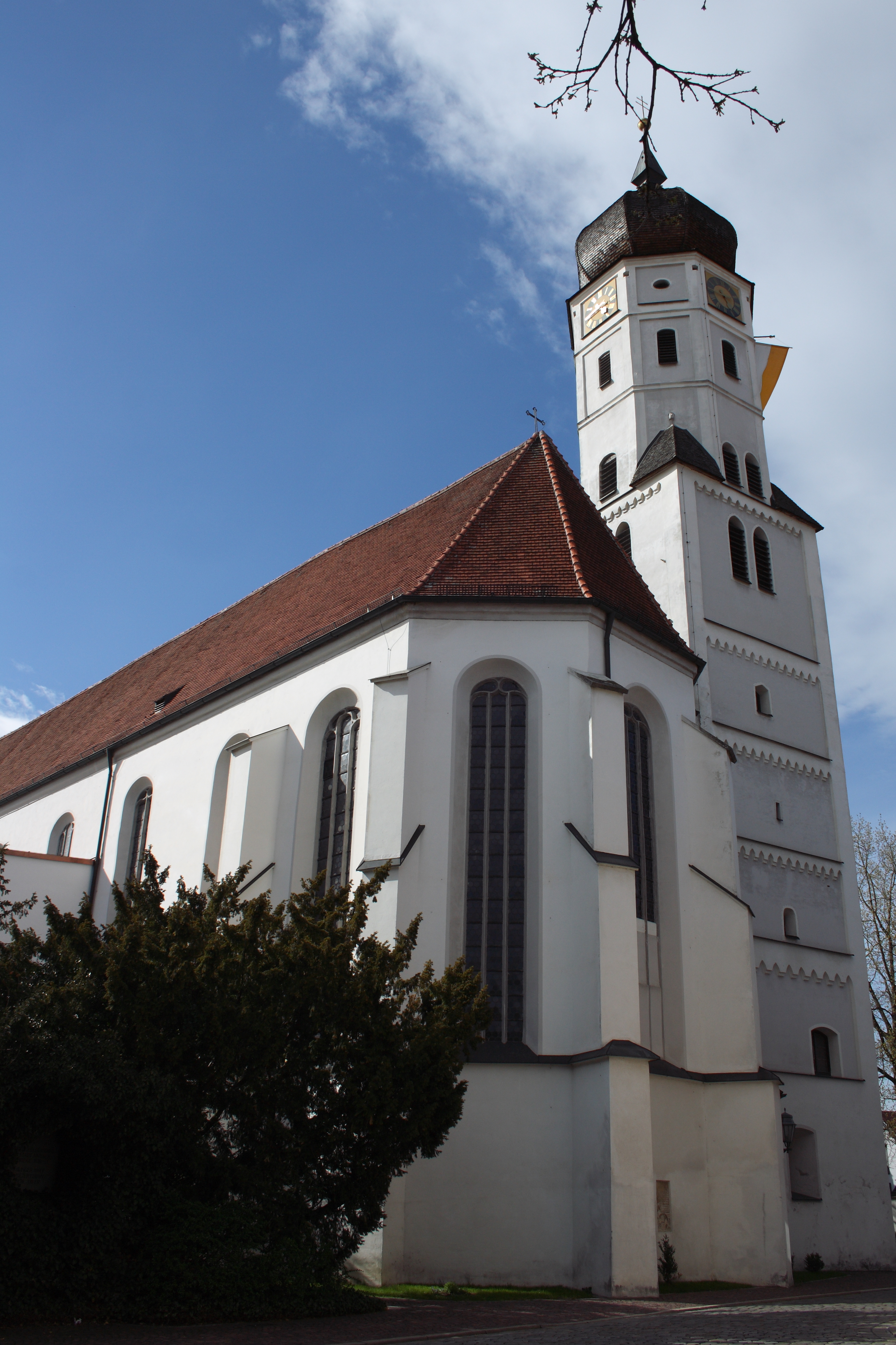
Iglesia de María de la Ascensión

Aichach se halla en la región de Augsburgo a orillas del Paar.
La ciudad tiene las siguientes secciones o barrios: Aichach, Algertshausen, Ecknach, Edenried, Gallenbach, Griesbeckerzell, Hiesling, Klingen, Oberbernbach, Obermauerbach, Oberschneitbach, Oberwittelsbach, Sulzbach, Untergriesbach, Untermauerbach, Unterschneitbach, Unterwittelsbach y Walchshofen.

## Historia
Poco antes de 1078 se menciona la iglesia de Aichach en una crónica del monasterio de St. Ulrich y Afra en Augsburgo. La población es seguramente más antigua. En 1250 se menciona a un komtur como jefe de una casa de la Orden Teutónica en Aichach. El pueblo fue la sede de los jefes de la Orden Teutónica, que luego pasara a Blumenthal, donde existió hasta 1806. El emperador Ludovico de Baviera le otorgó en 1347 a la ciudad de Aychach todos los derechos que tienen los ciudadanos de Múnich.
En 1634 Aichach fue destruida casi por completo por un incendio producto de un asedio. Durante la Guerra de los Treinta Años pasaron una y otra vez las diversas tropas por la fuertemente afectada población, que se hallaba en el camino entre Augsburgo y Ratisbona. El general sueco Gustaf Horn luchó aquí con los generales imperiales Aldringen y Jan van Werth. En 1704 llegaron tropas inglesas, neerlandesas e hispanas a Aichach producto de la Guerra de Sucesión Española. El castillo ducal fue destruido. En 1796 entraron las tropas francesas y austríacas en la ciudad e hicieron cuartel aquí, para gran pesar de sus habitantes. En la casa de los Bräuer vivieron, entre otros, el general francés Saint Cyr y en 1799 el jefe de cosacos  Rimski-Korsakov. La ciudad de Aichach tenía antes de 1800 el título de ciudad administrativa y pertenecía a la región fiscal del Principado Elector de Baviera. Aichach poseía un juzgado urbano con una gran cantidad de derechos. 

### Desarrollo demográfico
| Desarrollo demográfico | Desarrollo demográfico | Desarrollo demográfico | Desarrollo demográfico | Desarrollo demográfico | Desarrollo demográfico | Desarrollo demográfico | Desarrollo demográfico | Desarrollo demográfico | Desarrollo demográfico | Desarrollo demográfico | Desarrollo demográfico |
| ---------------------- | ---------------------- | ---------------------- | ---------------------- | ---------------------- | ---------------------- | ---------------------- | ---------------------- | ---------------------- | ---------------------- | ---------------------- | ---------------------- |
| Año                    | 1840                   | 1900                   | 1925                   | 1939                   | 1950                   | 1961                   | 1970                   | 1987                   | 2002                   | 2005                   | 2011                   |
| Habitantes             | 5.458                  | 6.554                  | 7.923                  | 8.600                  | 12 132                 | 12.673                 | 13.440                 | 16.202                 | 20.592                 | 20.853                 | 20.888                 |

## Lugares de interés
- Iglesia del gótico tardío
- Ruinas del castillo de los Wittelsbach
- Casco viejo con partes del muro medieval y de las torres de la ciudad.
- Industria textil y metalúrgica
- Museo de la ciudad de Aichach
- Castillo de Agua Unterwittelsbach en Unterwittelsbach.
- Iglesia de la Ascensión de María

- Datos: Q251678
- Multimedia: Aichach / Q251678

1. ↑  Worldpostalcodes.org, código postal n.º 86551.